# Marienkirche (Minden)

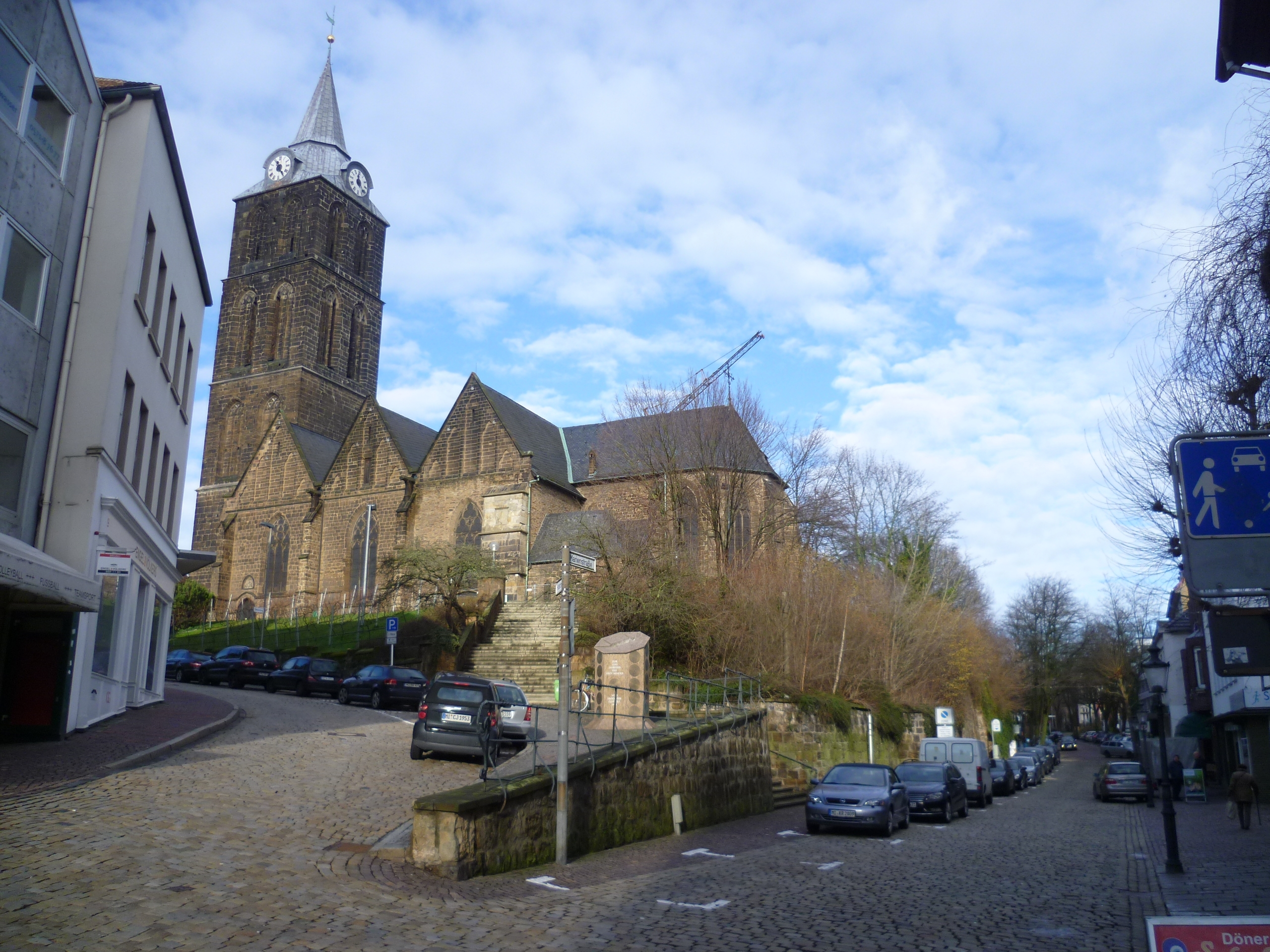
Ansicht der Marienkirche von Südosten

Die evangelisch-lutherische Marienkirche ist eine im ostwestfälischen Minden gebaute Kirche und geht auf das Ende des 10. Jahrhunderts in Minden gegründete Marienstift zurück. Um 1022 wurde mit dem Bau der Kirche begonnen und Stück für Stück erweitert. Zunächst noch ohne Turm, wurde dieser später westlich an die eigentliche Kirche, die seit der Reformation eine evangelische Pfarrkirche ist, gebaut.

## Geschichte

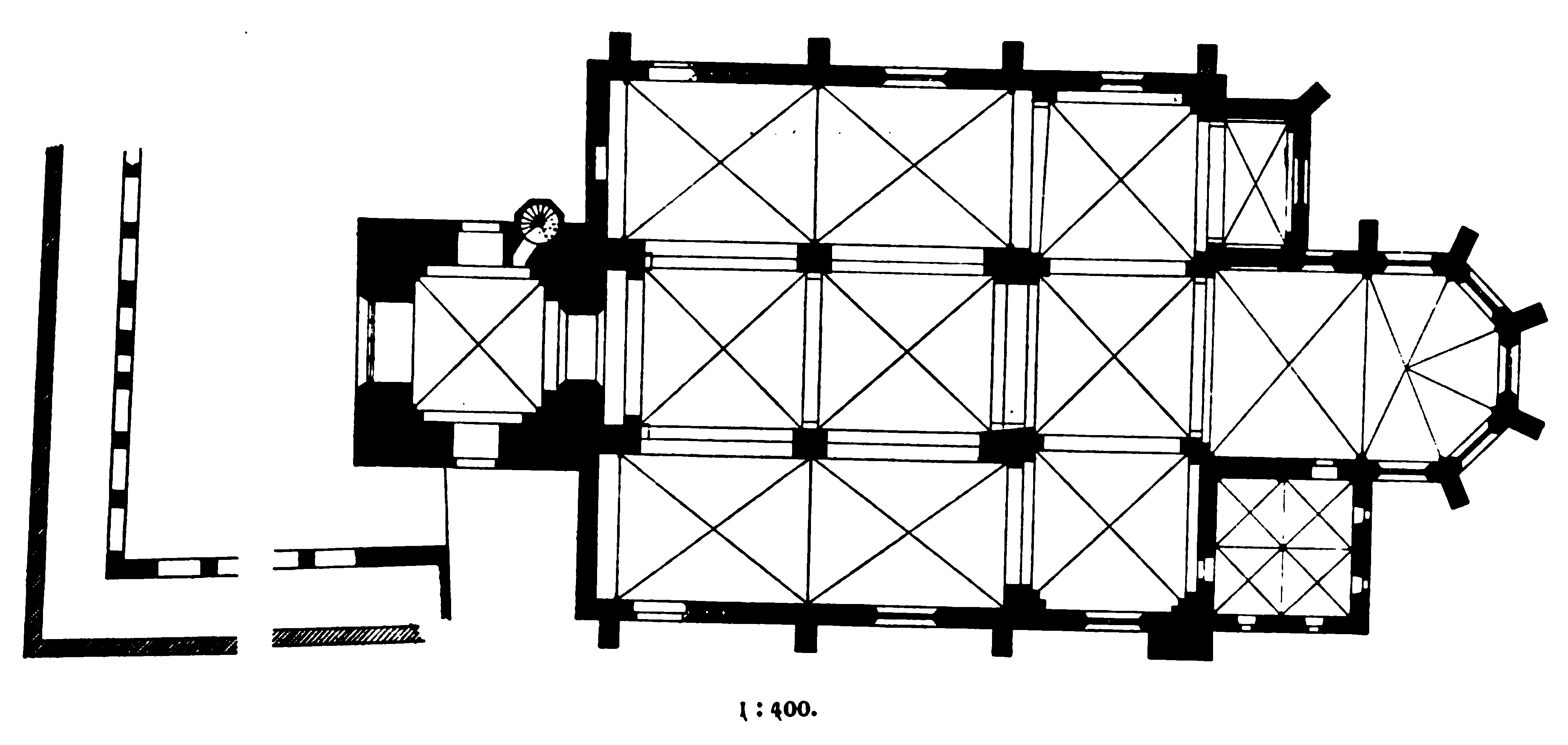
Grundriss

Zur Zeit von Bischof Sigebert wurde um 1022 mit dem Bau der Kirche begonnen, die zunächst noch keinen Turm aufwies. Zwischen 1036 und 1056 wurde die Kirche von Bischof Bruno geweiht. Die Entstehungszeit des dreiseitigen Kreuzganges ist unbekannt. Im 12. Jahrhundert erhielt die Kirche ein romanisches Gewölbe. Etwa um 1255 begann der Bau des Turms.
Im 14. Jahrhundert wurde eine Sakristei angebaut. Die Stephanuskapelle im Norden des Turms wurde abgerissen. Die ehemals einschiffige Kirche wurde zu einer dreischiffigen Hallenkirche mit gotischen Seitenschiffen umgebaut. Es entstand die gotische Turmkapelle als Chor der Stiftsdamen.
1695 bis 1708 arbeitete Franz Hemmen als Pastor an der Marienkirche.
Nach der Säkularisation 1811 dienten die Klostergebäude militärischen Zwecken. Die Kirche diente weiterhin als Pfarrkirche. Im Jahre 1922 kaufte die Gemeinde die Klostergebäude zurück. Im Jahr 1945 wurde die Einrichtung stark beschädigt. Bis 1975 dienten die Gebäude überwiegend als Wohnanlage für Mitarbeiter der Kirche. An die Stelle der alten Klostergebäude trat in den 1970er Jahren, teilweise unter Einbeziehung alter Bausubstanz, ein neues Gemeindezentrum. Reste des mittelalterlichen Kreuzganges sind erhalten.

## Ausstattung
Der Renaissance-Taufstein von 1598 stammt wahrscheinlich von Bildhauer Kleffemeier aus Obernkirchen und Malermeister Mattemann aus Minden. Aus der gleichen Zeit stammt das bedeutende Epitaph des Obersten Georg von Holle an der südlichen Chorwand.
1887 erhielt die Kirche einen neugotischen Altar mit aufwendiger Vergoldung, geschaffen von der Firma Gustav Kuntzsch, Anstalt für kirchliche Kunst, Wernigerode. In den 1950er Jahren wurde der durch Luftdruckschäden im Zweiten Weltkrieg beschädigte Altar an die Christuskirche in Minden-Todtenhausen abgegeben.

## Orgel
Die Orgel in St. Marien wurde 2002 von der Firma Freiburger Orgelbau, Orgelbaumeister Hartwig Späth, erbaut.
| I Hauptwerk C–g3 |             |       |
| 1.               | Bourdon     | 16′   |
| 2.               | Prinzipal   | 8′    |
| 3.               | Rohrflöte   | 8′    |
| 4.               | Salicional  | 8′    |
| 5.               | Oktave      | 4′    |
| 6.               | Spitzflöte  | 4′    |
| 7.               | Quinte      | 2 ⁄3′ |
| 8.               | Superoktave | 2′    |
| 9.               | Mixtur V    |       |
| 10.              | Cornett V   | 8′    |
| 11.              | Fagott      | 16′   |
| 12.              | Trompete    | 8′    |
|                  | Tremulant   |       |

| II Schwellwerk C–g3 |                 |        |
| 13.                 | Geigenprinzipal | 8′     |
| 14.                 | Holzflöte       | 8′     |
| 15.                 | Viola da Gamba  | 8′     |
| 16.                 | Vox coelestis   | 8′     |
| 17.                 | Fugara          | 4′     |
| 18.                 | Flauto dolce    | 4′     |
| 19.                 | Nazard          | 2 ⁄3′  |
| 20.                 | Flageolett      | 2′     |
| 21.                 | Tierce          | 1 3⁄5′ |
| 22.                 | Plein jeu III–V |        |
| 23.                 | Scharf IV       |        |
| 24.                 | Vox humana      | 8′     |
|                     | Tremulant       |        |

| III Schwellwerk C–g3 |                  |    |
| 25.                  | Flûte harmonique | 8′ |
| 26.                  | Bourdon          | 8′ |
| 27.                  | Flûte octaviante | 4′ |
| 28.                  | Octavin          | 2′ |
| 29.                  | Trompette harm.  | 8′ |
| 30.                  | Hautbois         | 8′ |
| 31.                  | Clairon          | 4′ |
|                      | Tremulant        |    |

| Pedal C–f1 |                     |     |
| 32.        | Prinzipal           | 16′ |
| 33.        | Subbass             | 16′ |
| 34.        | Bourdon (Nr. 1)     | 16′ |
| 35.        | Oktave (Nr. 2)      | 8′  |
| 36.        | Rohrflöte (Nr. 3)   | 8′  |
| 37.        | Salicetbass (Nr. 4) | 8′  |
| 38.        | Oktave (Nr. 5)      | 4′  |
| 39.        | Posaune             | 16′ |
| 40.        | Fagott (Nr. 11)     | 16′ |
| 41.        | Trompete (Nr. 12)   | 8′  |

- Koppeln: II/I, III/I, III/II, III 16‘/III, I/P, II/P, III/P, III 4'/P,
- Spielhilfen: 2 × 512-fache Setzeranlage, Crescendowalze.

## Geschichte des Stifts
Bei der Wittekindsburg hatte eine Klause bestanden, in der eine Klausnerin namens Thetwif lebte. Diese Klause ließ Bischof Milo von Minden zu einem Frauenkloster mit Benediktinerregel ausbauen. Die Einrichtung wurde 993 von Otto III. privilegiert. Geweiht war sie Maria und Blasius. Aber bereits unter dessen Nachfolger Ramward wurde die Gemeinschaft wohl 1009 nach Minden verlegt. Im Jahr 1421 wurde die Einrichtung in ein Damenstift umgewandelt. Der Schritt wurde durch Papst Martin V. und Julius III. bestätigt. Mit der Reformation nahm dieses nun nur noch evangelische Stiftsdamen auf. Im Jahr 1810 wurde es aufgehoben.